# (43954) Chýnov
(43954) Chýnov – planetoida z grupy pasa głównego asteroid okrążająca Słońce w ciągu 3 lat i 157 dni w średniej odległości 2,27 j.a. Została odkryta 7 lutego 1997 roku w Obserwatorium Kleť w pobliżu Czeskich Budziejowic przez Miloša Tichego i Zdenka Moravca. Nazwa planetoidy pochodzi od czeskiego miasta Chýnov. Przed jej nadaniem planetoida nosiła oznaczenie tymczasowe (43954) 1997 CT5.